# Cronistoria della Virtus Entella
Nella presente pagina è riportata la cronistoria della Virtus Entella, società calcistica italiana con sede a Chiavari.